# Jiří Nykodým
Jiří Nykodým (* 10. července 1945 Vojkov) je český právník, v letech 2003–2013 byl soudcem Ústavního soudu.

## Život
Práva vystudoval na Právnické fakultě Univerzity Karlovy v Praze v roce 1968, o rok později zde získal i titul doktora práv. Ihned poté nastoupil jako justiční čekatel k Městskému soudu v Praze, ale ještě téhož roku se stal advokátním čekatelem v Praze. Po roce 1972 pracoval jako advokát v pražské advokátní poradně a zároveň působil v občanskoprávní sekci studijního kolegia Ústředí české advokacie a později stal i zkušebním komisařem pro advokátní zkoušky v oboru občanského práva.
Po roce 1990 se podílel na přípravě zákona o advokacii a advokátního tarifu a začal působit v představenstvu České advokátní komory. V roce 1998 se stal členem Legislativní rady vlády, působil i v pracovních skupinách Ministerstva spravedlnosti pro obecnou část nového občanského zákoníku a pro rodinné právo.
Soudcem Ústavního soudu byl jmenován prezidentem Václavem Klausem dne 17. prosince 2003. Ve funkci působil do 17. prosince 2013, v dubnu 2014 jej pak prezident Miloš Zeman opět navrhl za ústavního soudce. Dne 29. května 2014 však v Senátu PČR získal v tajné volbě jen 23 hlasů od 58 přítomných senátorů a jeho kandidatura tak nebyla schválena. Důvodem odmítnutí byla patrně skutečnost, že se ještě jako soudce v roce 2013 podílel na zamítnutí stížnosti na církevní restituce (tento jeho postoj totiž kritizovali sociální demokraté, kteří měli v té době v Senátu většinu).